# けんちゃん☆あっこのHAMARooooN!!ステーション
『けんちゃん☆あっこのHAMARooooN!!ステーション』（けんちゃん・あっこのハマルーン!!ステーション）は、OBSラジオで土曜夜に生放送されているラジオ番組である。2010年10月16日放送開始。2012年10月6日以降のタイトルは『HAMARooooN!!ステーション』。一度レギュラー放送は終了したが、特番として不定期に放送はされていた。
2018年4月7日より1年6か月振りにレギュラー放送が復活した。

## 概要
大分放送初のラジオとUstreamが連動した生放送番組である。その後レギュラー放送終了後の特番から「FRESH!」と連動となり、2019年3月より「LINE LIVE」へ移行している。
リスナーの参加方法として、投稿フォーム・メール・FAX・ハガキ・Twitter・LINE LIVEのコメント投稿がある。このうち、twitterは随時番組上で取り上げられることが多かったが、復活の際にtwitterは終了し、現在はLINE LIVEのコメント投稿に取って代わられた。当初は電話による参加もでき、リスナーとスタジオ間で電話対談が行われるコーナーがあったが、2011年10月1日の放送時に終了することが報告された。また、2019年12月放送分よりOBSラジオHPのリニューアルに伴いメールでの投稿は出来なくなり、2020年1月現在は投稿フォーム・FAX・はがき・LINE LIVEの投稿で番組に参加することが出来る。
しかし、現在他の多くのラジオ番組ではLINEによる投稿が出来るが、HAMARooooN!!ステーションでは未だLINEに対応していない。
本放送開始3日前の10月13日にUstreamで放送のテストが行われた（その際、局内の幹部を含めた関係者がスタジオに集まり、今までの放送の中で一番盛り上がったらしい）。
この事前放送（ランスルー）は、当初18:00より開始予定だったが、不具合により18:30開始にずれ込み、Twitterで見守っていたリスナーを心配させた。
スタジオにはメインパーソナリティが2人、その他中継リポーターを配して番組を進めていく（2015年1月3日以降の放送はリポーター不在）。中継先の様子もUstream内で動画として配信される。放送開始当時、ラジオ番組のUstream配信はすでに多々あったが、中継先の動画配信は画期的なことであった。
基本はメインパーソナリティ2人のフリートークが中心の番組であるが、2013年7月13日放送より「世界びっくりニュース」のコーナーが設けられている。コーナーに入る際には、河野が左手を上げキューを出し、ディレクターがOP曲を流す流れとなっている。
番組中流れる曲はパーソナリティやゲストが選曲したものとなっており、その時の情勢や流行、セレクトした人の気分で決めている。
曲やCMが流れている際、Ustreamでは大人の事情で流せないため、画面上にアシスタントの女性が「曲・CM中 無音」と書いた看板を持った画像が加わる。その画像は放送前に複数枚撮影され、放送中何度か変わるようになっている。番組アシスタントのアイちゃんが卒業した2012年3月3日放送より、ミキサーの上に置かれた看板1種類のみの画像で対応している。
1～2ヶ月に1度のペースで、アフリカンサファリの神田岳委獣医師がゲストとして出演することがある。
リスナーや番組スタッフ等に好評の企画として「曲名しりとりリクエスト大会」がある。始めた切っ掛けは中継担当の松永アナが不在のため、中継が出来ないことに対するものであったが、リスナーに大好評となり随時行われている。1曲目はMC陣より選曲され、その後リスナーがFAXやtwitterにてお題に合った曲をリクエストする。ただしリクエストした曲はスタジオで決めるため、MC陣のツボにはまる曲をリクエストすることが必至となっている。また番組終了前にかけられる曲は、必ず「ん」で終わる曲をリクエストすることがお約束となっている。
なお、放送開始当初から小野が卒業する2012年9月まで、「首藤健二郎と小野亜希子が“リスナーと本気で向き合う”2時間の生放送番組」という番組コンセプトがHPに掲載されていた。
レギュラー放送終了後も、不定期ながら2017年1月1日、10月21日、12月9日、2018年1月1日と特番が放送された。2017年1月1日の特番より動画配信がUSTREAMからFRESH!に移っている。
2018年4月7日から放送再開。
2018年10月13日放送より放送時間が30分延長し、19:00～21:29の2時間29分放送となる。
2019年10月5日放送より放送時間が30分短縮し、再び19:00～20:59の1時間59分放送となる。
2020年3月21日の放送をもって、再び番組が終了することが発表された。

### 中継について
中継先は放送日行われている祭りやイベント会場、スポンサーとなっている店が多い。中継先で食べ物の紹介が行われると、中継担当アナがマイクを中継先の関係者に渡し食べることがある。この状態はいつしか「食べるーんステーション」と呼ばれるようになった。
1ヶ月に1度程、中継が行われない時にはリポーターがスタジオにいることがある。このことを久長アナは「久長スタジオウィーク」と呼称している。2013年4月以降は久長アナの後任である松永アナがスタジオにいる場合「松永スタジオウィーク」、小村アナの場合は「小村スタジオウイーク」と呼んでいる。
また、中継先へスタジオより都合の悪い話（特に首藤のボケ）が振られた場合、話が聞こえないフリをしたりそのまま中継内容を続行することを、いつしか「久長スルー」呼ばれるようになった。これは後任の松永アナでも同じく「松永スルー」、小村アナでは「小村スルー」と呼ばれている。
2015年1月3日の放送より現在まで、小村アナの卒業に伴い中継担当のアナウンサーが不在のため、中継は行われていない。しかし、8月8日と8月23日の放送は前中継担当の小村アナが、「祭り・DA・OBS」と「本場鶴崎踊大会」の会場より久し振りに中継が行われた。この時カメラも新しくしたため画像が良くなっていた。
2016年5月21日の放送は久し振りに中継が行われた。今回「日田川開き観光祭」の花火大会の状況をラジオ番組でありながら初めてハイビジョンカメラを使い、中継車を用いテレビ中継回線（SNG）を使用した映像がUSTREAM上で放送され、今まで以上の綺麗な映像が流れた。これはOBS初の試みだったとのこと。
上記の花火中継が好評で、USTREAMのアーカイブでも過去最高の再生回数を誇った影響で、放送300回記念として当日行われた「豊後大野市三重町納涼花火大会」の中継が行われた。
2018年5月26日の放送は前回好評であった「日田川開き観光祭」の花火大会の状況を上記同様ハイビジョンカメラを使い、中継車を用いテレビ中継回線（SNG）を使用した映像をFRESH!上にて中継放送が行われた。

## 放送時間
2010年10月16日 - 2018年9月29日 土曜 19:00 - 20:59（JST、119分）

2018年10月13日 - 2019年9月28日 土曜 19:00 - 21:29（JST、149分）

2019年10月5日 - 2020年3月21日土曜 19:00 - 20:59（JST、119分）
- 2014年3月29日までは次番組までの間に1分間のステーションブレイクが設けられていたため、実際は20:59までの放送であった。
- 2014年4月5日放送よりステーションブレイクが廃止され、放送時間が1分間延長された。この結果、次番組の「明日へのエール〜ことばにのせて〜」に直接接続する形となった。
- 復活した2018年4月7日放送からは、再び1分間のステーションブレイクが設けられており、その後次番組「#椎木里佳パイセンの放課後ラジオ」へ接続する形となっている。
- 2018年10月13日放送より放送時間が30分間延長される。ただし、FRESH!内で本放送終了後30分間放送されていた「さよなら放送」は廃止される。
- 2019年10月5日放送より放送時間が30分間短縮される。また、LINE LIVE内で本放送終了後30分間放送されていた「さよなら放送」が再び廃止される代わりに、放送開始前のおまけ放送が復活する。

## 出演者

### パーソナリティ
- 首藤健二郎（第1期：2010年10月16日・1回 ～ 2016年9月24日・305回）（第2期：2018年4月7日～2020年3月21日・407回）
- フレンチ河野（第1期：2012年10月6日・102回 ～ 2016年9月24日・305回）（第2期：2018年4月7日～2020年3月21日・407回）
- みかん（あべさち子）（第2期：2018年10月13日・336回 ～2020年3月21日・407回）

### 歴代パーソナリティ
- 小野亜希子（2010年10月16日・1回 ～ 2012年9月29日・101回）
- 久長美奈子（主に中継担当：2010年10月16日・1回 ～ 2013年3月30日・126回）
- 松永友美（主に中継担当：2013年4月6日・127回 ～ 2014年3月29日・176回）
- 小村美記（主に中継担当：2014年4月5日・177回 ～ 2015年1月1日・215回）※小村アナはレギュラーで出演した以外にも何度か番組に出演していた

### 準レギュラー（出演は不定期）
- 神田岳委（「アフリカンサファリ」獣医師 ）：番組内では「イジリー神田」と呼ばれている
- 野村美智雄（全九州釣りライター協会）

## これまでの企画および特別番組
- 2011年 1月 1日　けんちゃん☆あっこのHAMARooooN!!ステーションお正月3時間SP

初の特番であり、通常より1時間放送が延長された。またゲストも電話含め多数出演した。
ゲスト　：西森かず代（ハッピーカラー占い）
野村美智雄（全九州釣りライター協会）
神田岳委（「アフリカンサファリ」獣医師 ）
電話出演：垣添徹（元力士）
三遊亭歌奴（落語家）
藤田寛之（プロゴルファー）
※三遊亭歌奴と電話中継を繋いだ際、歌奴は寄席を終えて日暮里の居酒屋で後輩と飲んでいる最中だったため、静かな場所を探した結果トイレ内で中継の電話をした。
- 2011年 7月30日　「第一回ナポレオン大会」

前週話題になったトランプゲーム「ナポレオン」を番組放送中実際にスタジオで行った。
参加者：首藤健二郎
小野亜希子
久長美奈子
舘原美幸（土曜日の夜勤担当）
指導者：和田ボナパルト3世・通称さんちゃん（首藤健二郎の同級生）
- 2011年 9月24日　「第一回 秋の夜長の短歌大会」

お題「秋」と「恋」でリスナー及びスタジオ参加者が短歌を詠みあげ、優秀作品を決める。
参加者：首藤健二郎
小野亜希子
久長美奈子
笠木秀昭（「ショッピングプラザカサキ」代表取締役）
神田岳委（「アフリカンサファリ」獣医師 ）
審査委員長：川野里子（歌人・首藤健二郎の同級生）
最優秀作品　：「秋」～　『「幸せです」病床からの ラブレター 兄の涙を 初めて見た通夜』（首藤健二郎）7
「恋」～　『はげしくて ケンカのような シロサイの 恋愛模様を 少しうらやむ』（神田岳委）
- 2011年10月29日　「具志堅ジャンケン」

以前よりあった、グーで「グリコ」、チョキで「チョコレート」、パーで「パイナップル」のジャンケン遊びを、グーとパーの差がないものはないかと提案し、結果具志堅用高に関する言葉でまとめた新しいジャンケン遊び。
グー　：「ぐしけんようこう」
チョキ：「ちょっちゅねー」
パー　：「ぱんちぱーま」
※ 尚、競技開始時は参加者全員がボクシングのファイティングポーズをとり、掛け声「最初は『ちょっちゅね！』」のあとに「じゃんけん・ぽん」の掛け声で第一回戦を実施する。その後は結果確定まで通常のじゃんけんと同じである。
- 2011年12月31日～2012年1月1日　「けんちゃん★あっこの HamaRooooN Station!! MATAGooooN!! スペシャル」
- 2012年5月12日　番組初の公開生放送＆首藤健二郎ものまねステージSP
- 2012年6月2日　「第84回HMR総選挙」　（回数は首藤が番組初頭に言ったもので、実際には初のイベントとなる）
- 2012年6月9日　「あっこ☆美奈子のHAMARooooN!!ステーション」（前週リスナーの人気投票で最下位となった首藤が、久長アナに代わり中継担当となる。首藤の席には久長アナが着座し、小野と共に番組を進行した）
- 2012年6月30日　「未確認飛行物体選手権」
- 2012年9月29日　「小野亜希子卒業SP」（2回目の公開生放送も同時に行われた）
- 2012年12月31日～2013年1月1日　 「HamaRooooN Station!! 大分の目です！耳です!! スペシャル」
- 2013年3月30日　「久長美奈子卒業SP」
- 2013年9月21日　「HAMARooooN!!ステーション　60時間ラジオスペシャル　見本レコード大賞」
- 2013年12月31日～2014年1月1日　 「HamaRooooN Station!! 馬でしょ！お・も・て・な・ひ～ん！スペシャル」
- 2014年2月15日　「第1回曲名しりとりリクエスト大会」
- 2014年3月15日　「第2回曲名しりとりリクエスト大会」
- 2014年3月29日　「松永友美卒業SP　リベンジ8.8キロマラソン」
- 2014年6月14日　「第3回曲名しりとりリクエスト大会」
- 2014年9月13日　「放送200回記念　第4回曲名しりとりリクエスト大会」
- 2014年11月22日　「HAMARooooN!!ステーション　けんちゃんステージ公開生放送inパークプレイス大分！」
（初の第1スタジオ以外からの放送＆約2年振り・3度目の公開生放送）
- 2014年12月31日～2015年1月1日　 「HamaRooooN!!ステーション  MATAGoooooN!! スペシャル」 
（第1部は「今年の秘密今年の内に　2014年忘れぶっちゃけ大賞」第2部は「第5回曲名しりとりリクエスト大会」が行われる）
- 2015年5月2日　「第6回曲名しりとりリクエスト大会」
- 2015年8月29日　「放送250回記念スペシャル」
- 2015年12月5日　「第7回曲名しりとりリクエスト大会」
（OBSラジオスペシャルウイークと連動）
- 2015年12月31日～2016年1月1日　 「HamaRoooN!!ステーション  MATAGooooN!! スペシャル」 
（第2部は「2015年忘れぶっちゃけ大賞」第3部は「第8回曲名しりとりリクエスト大会」が行われる）
- 2016年5月21日　「日田川開き観光祭　花火大会」中継
（中継先に首藤・平川侑季アナ・小田崇之アナ、ゲストにヴェルスパ大分の戸谷飛鳥・中島康平両選手を迎え、スタジオには小野亜希子が登場した）
- 2016年6月25日　OBSワイドFM開局記念「第9回曲名しりとりリクエスト大会」
- 2016年8月20日　「放送300回記念SP！　豊後大野市三重町納涼花火大会中継」
（中継先に首藤・小野、スタジオゲストとして「イジリー神田」改め「カピバラ神田」こと神田獣医師を迎え放送を行った）
- 2016年9月17日　「第10回記念大会曲名しりとりリクエスト大会」
- 2016年9月24日　「最終回ありがとうSP」
（タイトルはUSTREAM上に掲載されていただけで、HP上には掲載されていない）
- 2017年1月1日　「HAMARooooN!!ステーション　2017　新春生放送!!」
（番組冒頭でるる・ブライトマンこと中垣るる、スタジオゲストとして準レギュラーの野村美智雄と神田獣医師、平川アナが登場した）
- 2017年10月21日　「HAMARooooN!!ステーション　65時間ラジオスペシャル」
（OBS開局65周年記念企画「OBS65時間ラジオ」内にて3時間30分の生放送が行われ、スタジオゲストとして準レギュラーの神田獣医師、番組初登場の冨松明菜アナが登場した）
- 2017年12月9日   「HAMARooooN!!ステーション  クリスマスマーケットinOITA2017」
（クリスマスマーケットinOITA2017とのコラボにて2時間の生放送が行われ、久し振りに首藤と初代パーソナリティの小野のコンビで進行された。ゲストとして野良レンジャー、fumika、月亭太遊が登場した）
- 2017年12月31日～2018年1月1日　 「HamaRoooN!!ステーション  MATAGooooN!! スペシャル」 
（2年振りの年跨ぎ放送で、首藤・フレンチ河野・冨松アナ・イジリー神田が登場した。第1部は年末年始の状況を、第2部は1年3か月振りに「第11回曲名しりとりリクエスト大会」が行われた）
- 2018年5月26日　日田大花火 実況生中継!!
（中継先に首藤・吉田諭司アナ・安元佳奈アナ(水郷ひた観光親善大使)、スタジオには河野と小野亜希子が登場した。なお、吉田アナは映像での出演は初となる）
- 2018年8月25日　花火中継「犬飼会場」＆「挟間会場」
（中継先はそれぞれの会場でトピッカーキャスタードライバーが担当しており、犬飼会場は森迫麻衣、挾間会場は毎熊千遥、スタジオには神田岳委獣医師が登場した。また、今回は30分延長の19:00から21:30まで2時間30の放送であった）
- 2018年10月27日　HAMARooooN!!ステーション 65時間ラジオスペシャル「第12回曲名しりとりリクエスト大会」　
（「65時間ラジオ」の一環として放送され、ゲストにみかん、イジリー神田こと神田獣医師が登場し、スターターは「イチスタ☆LINEお友達が選ぶ!昭和・平成の名曲ベスト65」の47位の曲が選ばれた）
- 2018年12月8日   「HAMARooooN!!ステーション  クリスマスマーケットinOITA2018」
（クリスマスマーケットinOITA2018とのコラボにて2時間30分の生放送が行われた。進行は首藤・河野に加え、小野亜希子やトピッカーキャスタードライバーの成尾佳代、森迫麻衣が行った。ゲストとしてMISANGA、SPATIOが登場しスペシャルステージが披露された。また首藤のモノマネステージも合わせて放送された）
- 2018年12月22日   「HAMARooooN!!ステーション『けんちゃんサンタが贈るクリスマスライブ！！』」
（スタジオを飛び出し、大分市にある「ふくろうの森ビル　ジェラテリアふくろう」より2時間30分の生放送が行われたが、一般公開はされていなかった。進行は首藤・河野に加え、番組初登場の平山沙絵アナが行った。今回は首藤がバックバンド「首藤健二郎クリスマスバンド」と共に9曲のライブの模様が披露された。なおタイトルはFERSH!にて発表されていたが、ラジオ番組表やHP上には掲載されていない）
- 2018年12月31日～2019年1月1日　 「HamaRoooN!!ステーション  MATAGooooN!! スペシャル」 
（出演は首藤・河野・みかん・平山アナ・イジリー神田、途中準レギュラーの野村が恒例の差入れを持って登場し、メイン企画は3年振りに「今年の秘密今年の内に　2018年忘れぶっちゃけ大賞」が行われた。今回は2部構成となり、途中「唯衣麻衣の＃カウントダウン 」を挟んだ構成となる）
- 2019年12月21日   「HAMARooooN!!ステーション  クリスマスマーケットinOITA2019」
（クリスマスマーケットinOITA2019とのコラボにて2時間の生放送が行われた。進行は首藤・河野・あべに加え、トピッカーキャスタードライバーの森迫麻衣、國武唯奈が行った。ゲストとしてサスケが登場しスペシャルステージが披露された。また前半にはリスナー参加のチーム戦クイズ大会が、後半は会場にいた観客に向けたクイズ大会が放送された。なお、LINELIVEは大人の事情により放送されず、それに伴いアーカイブもない状況である）
- 2019年12月28日　「HAMARooooN!!ステーション　年末スペシャル」
（3ヶ月振りに2時間30分に放送時間が拡大される。ゲストにイジリー神田こと神田獣医師を迎え、1年2ヶ月振りに「第13回曲名しりとりリクエスト大会」が行われた。スターターはあべが務め、合計11曲がかけられた）
- 2020年1月1日　「HAMARooooN!!ステーション　2020新春生放送!」
（恒例だった「MATAGooooN!! スペシャル」に代わり、3年振りに昼の生放送である。今回は2部構成となっており、第1部が10:00～12：40で賑やかに放送、第2部が13:00～15:35で初の企画として「第1回しりとりリクエストカラオケ歌合戦」が放送された。レギュラーに加え、第1部の後半で準レギュラーの神田獣医師と野村が、第2部にトピッカーキャスタードライバーの國武唯奈が参加した）
- 2020年2月8日　「第2回見本レコード大賞」
（タイトルは首藤が発表したものによる。前週の400回は翌日別府大分毎日マラソンの中継が行われる影響で、使用するスタジオとスタッフが確保出来ず通常放送となった。その代わりこの日はOBSが所蔵するレコード会社から送られた見本品や、MCが持ち寄った珍しいレコードを6曲かける記念放送であった。残念ながらこの回のアーカイブは録画が上手くいかなかった影響か未だ見ることが出来ない)

## 放送休止
野球中継等により、2019年10月現在17度放送が休止となった。放送が休止されたのは以下のとおりである。

### 日本シリーズ中継
- 2010年10月30日放送回
- 2011年11月19日放送回
- 2012年10月27日放送回
- 2012年11月3日放送回
- 2013年10月26日放送回
- 2013年11月2日放送回
- 2014年10月25日放送回
- 2015年10月24日放送回
- 2018年11月3日放送回
- 2019年10月19日放送回

### 日本シリーズ中継以外
- 2014年3月1日放送回（フットサルFリーグ・バサジィ大分のプレーオフ試合の中継が18:30より放送となったため）
- 2015年12月26日放送回（「Dr.マーサーとカレイなる仲間たち」の忘年会ライブの特別番組の放送のためであり、スポーツ中継以外の休止は初めて）
- 2018年8月18日放送回（特別番組「イチスタ LINEお友達が選ぶ!昭和・平成の名曲ベスト65!～中間発表～」が放送されたため。再開後初の休みである）
- 2018年12月15日放送回（特別番組「ＯＢＳとりまラジオ　カラオケグランプリ」が放送されたため）
- 2019年1月8日放送回（特別番組「イチスタ新春スペシャル」が放送されたため）
- 2019年7月6日放送回（特別番組「DAZNで観戦中継！大分トリニータVS横浜.F.マリノス」が放送されたため）
- 2019年8月3日放送回（特別番組「サマーフェスタ！2019　OBSカラオケグランプリ」が放送されたため）
因みに、2週続けて放送がなかったのは2012年10月27日～11月3日放送分が初めてである。なお、放送休止の場合にはスタッフ等がHPやブログにて告知していたが、11月3日放送分についてはHP等での事前告知がなかった。2015年は前中継担当であった小村アナが放送休止の告知をしていた[4]。

## 備考
- 2010年9月21日に、RKK熊本放送のラジオ番組塚原まきこの福ミミらじおの本放送終了後に、番組スタッフがUstream配信の視察を行っている。番組タイトルと放送時間、番組出演者の発表もその際に行われた。その模様は福ミミのUstreamアーカイブに残っている[5]。
- 過去に流された曲は全て記録されている。因みに記念すべき2010年10月16日放送の第1回目の1曲目は、当時パーソナリティであった小野のセレクトで、大ファンであるUNICORNの「おかしな2人」であった。また、OBSのオフィシャルHPのリニューアルに伴い、2015年2月以降にかけられた曲が見られるようになった[6]。
- 番組開始直前と曲が流れている間、また放送終了後に小野亜希子が随時twitterに書き込みをしている。内容は放送開始・終了時の挨拶やスタジオ内の実況、視聴者が書き込んだtwitterへの返事等である。小野が降板した2012年10月以降はフレンチ河野が引き続き行っている。twitterが廃止された現在は、LINE LIVEのコメントに引き継がれている。
- 番組中首藤健二郎は良くお茶を飲んでいる。コーヒーが苦手なためお茶になっているそうで、初めはお茶であるが途中で喉をさらっとするために水に切り替えられている。

そのお茶を入れているのが、無音看板にも登場する女子大生アシスタントの「アイちゃん」である。年はパーソナリティの首藤健二郎とは30歳、小野亜希子とは11歳違いである。
- 無音看板は、まじめに撮影されることもあるが、2011年7月2日の放送では、来日した際のレディーガガを模した「まぶたに目」[7]、翌週の7月9日はスペースシャトル最終打ち上げを模した「組み体操」など、お笑い路線に走る場合もある。
- 番組プロデューサーの菊池正一は大正元年の名前ランキング1位の名前であり、スタジオの火元責任者でもある。

ただ、2013年夏より火元責任者は関西弁を使う社員に代わったらしい。
- 初代番組ディレクターの富田浩史は、MC2人より「ペロペーロ」と呼ばれている。これは、富田が焼酎を舌を出して飲んで酔っ払った姿から来ているという。更に実際は浴びるように飲み、指でグラスを回した際に指をなめるそうで、その姿からも「ペロペーロ」と呼ばれている。
- 引きの映像で見ることが出来るFAXやメール等の受付先が書き込まれているイラストは、元トピッカーの斉藤美和が3日徹夜して描いたものである。

当初は電話受け付けも行っていたため上段に電話番号を掲載していたが、電話受付廃止に伴い現在は番組のHPの画像とOBSマスコットキャラクターまるんちゃんが描かれている。
また、歴代出演者の小野や久長アナのイラストの前には、OBSマスコットキャラクターのまるんちゃんと大分市のキャラクターであるたかもんのぬいぐるみが顔を隠すように置かれている。
- OPトークが非常に長い。中継先に移ったり提供を読み上げるまで30分以上かかることもある。
- 視聴者から届いたメッセージは番組内で紹介されるが、数は少ない上紹介されない日もある。
- 聴視者からの電話での対談は過去に数回行われたが、相談事など、すべてがぼんやりとした回答で終わっていた。
- その日の番組に使われる電話、FAX及びメールの受付は20:30頃までだったが、電話受付廃止に伴い、番組内での受付終了告知は行われなくなった。
- 番組開始当初より、開始5分前よりUstreamではおまけ放送が始まっていたが、2011年7月23日よりラジオと同じ19:00開始となっている。これはOPでテンションを上げていくためとのこと。

しかし、当初よりラジオ放送後約30分間はUstreamでおまけ放送があり、本放送よりも内容が濃いことも多々ある。
- HPで過去のUstream放送が見ることが出来るが、放送日によって部分的にカットされているものがある。

しかし、2013年10月のリニューアル以降Ustreamサイト上では過去の放送が見られなくなり、HPでも過去の放送は1ヶ月分しか見ることが出来なくなっている。
- 東北地方太平洋沖地震が発生したことにより、2011年3月12日より3月26日放送の3週分は、Ustreamでの放送は行われなかった。
- 2015年11月現在、OBSアナウンサーの殆どがスタジオ内や中継先、電話等で出演しているが、吉田諭司アナのみ出演していなかった。しかし2015年11月28日の放送で僅かな時間ながら電話にて登場したことにより、番組開始より現在まで所属しているOBSアナウンサーは全員登場したことになる。

2012年末に放送された「HAMARoooN!!ステーション 大分の目です！耳です！！スペシャル」内で全てのOBSアナウンサーから年賀メッセージが流されたが、これは録音であったので生出演とは言えなかった。
- 2011年2月12日の放送で、曲が流れている（Ustreamでは無音）最中、OBSの深夜番組「Chocoっと」の小田崇之アナ他出演者がスタジオ内に入り、番組企画のプレゼント抽選が行われた。その模様はChocoっと内で放送された。
- 2011年7月よりUstreamで放送が終わろうとする時、スタジオの照明が徐々に落ちていく。これは「節電」のためとのこと。
- 2011年8月27日の放送で、初めて中継先の動画がUstreamで放送されなかった（中継先の電波状況が良くなかったため）が、応急措置として随時静止画を使って現地の様子が紹介された。
- 2011年11月26日の放送で、竹輪の磯部揚げ同好会が立ち上がった。会員は現在3名。
- 2011年11月26日のおまけ放送で、ウィキペディアに掲載されていることが紹介された。
- 番組中、twitterにリスナーが番組の流れを掲載していることがリスナー及びパーソナリティより好評を得ている。
- 2012年2月18日の放送で、初めて久長アナが次の日に行われる「OBSおはなしワールド」のリハーサルのため、番組を欠席した。

昨年は同会場よりリハーサル風景を久長アナがOBS女子アナ総出演の中継を行っていたが、首藤曰くスタッフの受けが宜しくなかったため、今回より中継はなかった。
- 2012年2月25日の放送をもって、番組アシスタントのアイちゃん（本名：坂本愛子）が就職のため、番組を卒業した。Ustreamのおまけ放送で最後の挨拶とトークが放送された。

その翌週にはリスナーとして、メールにて番組に参加したことをUstreamのおまけ放送で紹介された。
- 2012年4～6月のタイムテーブルで、HAMARooooN!!ステーションの3人のイラストが表紙を飾った。
- 2012年10月1日より、小野の卒業に伴い番組HPが少し改良された。トップページのタイトルは「HAMARooooN!!ステーション」に改められ、小野の顔部分は「？」マークで隠されている。また、番組紹介の部分も小野の写真等は外され、紹介文章も簡素なものとなった。更にUstreamでも同様の処理がされており、番組が放送されていない際の写真もトップページの1枚のみとなっている。
- 2012年10月6日の放送より、小野の代わりに新しいパーソナリティが参加することとなったが、HP上では上記の状態になっているにもかかわらず、OBS発行のタイムテーブルや、ラジオ番組表には1週間以上前より首藤と共にテレビ・ラジオでタッグを組んでいた、現在OBSの深夜番組「Chocoっと」のディレクター、フレンチ河野の名前が掲載されているという珍事が起こっていた。

なお、河野はたまにtwitterにて番組に参加していた。
- 2012年10月11日より番組HPのトップページに10月より加入したフレンチ河野が掲載されたが、前パーソナリティの小野の顔の部分に河野の顔を張り付けたアイコラにて対応するという、リスナーを驚かせるものになっている。首藤曰く、「チンケな写真」とのこと。
- 2012年11月24日放送より、番組ジングルが首藤＆フレンチVer.になった。番組リニューアルから2ヶ月でようやく変更されたが、ジングルは2人が知らない内に録音されたものである。
- 上記にもあるとおり、2012年12月31日は昨年に引き続き年末特番である「HAMARoooN!!ステーション 大分の目です!耳です!!スペシャル」が放送された。番組が始まって以来一番長丁場の500分（8時間20分）放送であり、初めて土曜日以外の放送（月～火曜）でもあった。また、初めてリスナーから歌のリクエストも受け付けたりと、初めてづくしの放送であった。
- Ustreamサイト上にて、「2012USTREAM大賞」にHAMARoooN!!ステーションがエントリーされた。投票は2013年1月11日～1月21日の11日間で、大賞の表彰式は1月31日に行われる。2013年1月12日の放送前にリスナーからtwitterにこのことが投稿された。このことが影響しているかは不明だが、この日の放送も先週に引き続き別府明礬温泉より温泉レポートが行われた。しかし、TOP20に入ることは叶わなかった。
- 2012年1月26日の放送は、久長アナがスタジオウイークを挟んで3回連続の温泉中継を行うことが、1月19日のおまけ放送終了間際と番組ブログにて発表された。今までの中継が好評だったこともあるが、番組内では26日の放送にちなんで『「風呂の日（26の日）」の放送だから？』と話し合っていたが、この中継の意図は定かになっていない。
- 2013年2月23日の放送は、久長アナが次の日に行われる「OBSおはなしワールド」のリハーサルのため、2度目の番組欠席をした。この日のOPで久長アナが書いたお詫びの手紙（便箋は久長アナが好きなカエルのキャラクター、けろけろけろっぴだった）が河野より読まれたが、内容にオチがなく非常に真面目な文章だったため、河野より「真面目かっ！」とダメ出しされた。
- 2013年3月23日の放送で、中継レポーターとして最初から出演していた久長アナが番組を卒業することが発表された。このため、初回から出演しているのはパーソナリティの首藤のみとなった。
- 2013年3月30日の放送で、中継担当だった久長アナが卒業した。番組終了間際で4月より新しく中継担当になる松永友美アナが紹介された。しかし、以前小野が卒業する時と同じくタイムテーブル等には既に松永の名前が掲載されており、3月23日の放送でこれらにより事情を知っていたリスナーがtwitterにてお茶を濁した発言をしていた。
- 2013年4月6日の放送より、ハマルーン第3章として松永友美が中継担当として新たに加わり、番組OPのジングルも松永Ver.に変わった。また、放送中に松永アナの愛称もリスナーに募集したところ、無難に「松永ちゃん」となった。ただ、番組HPは放送時第2章時代のままであった。
- 2012年4月6日より22:00から「みんなのラジオ。」が放送開始されたため、約30分放送されていたUstreamのおまけ放送は大幅に短縮されている（スタジオを共用している影響により）。しかし、何時しか前のように21:30前後まで放送されるようになった。
- 2013年4月15日より番組HPの番組紹介がリニューアルされ、新しいメンバーが掲載された。今までと違いメンバーそれぞれが違うレイアウトになっている。
- 2013年4月より、エンディング時に22:00より放送される「みんなのラジオ。」の飯倉寛子アナとその日出演の大学生スタッフが番宣をするようになった。しかし、2014年秋の番組改編にて飯倉アナが卒業するとともに番組が月曜日に移動したため、番宣は2014年9月27日をもって終了した。
- 中継リポーターとして出演していた頃の松永アナが中継先より挨拶をする際、必ず「リスナーの皆さん、健ちゃん、フレンチさん、こんばんは～。」と言うことがお約束となっている。
- 2013年7～9月のタイムテーブルで、再びHAMARooooN!!ステーションの3人のイラストが表紙を飾った。イラストの内容は海賊に扮した首藤・河野と、趣味である釣りをしている松永アナである。
- 上記にもあるとおり、2013年9月21日は「HAMARooooN!!ステーション 60時間ラジオスペシャル」が放送された。レギュラーとしては初めて22:00に時間変更され、時間も特番でありながら今までで一番短い1時間30分の放送であった。また、意外にも提供読み上げを番組冒頭に行ったのも今回が初めてであり、CM数と放送時間も今までで一番多かった。

実はこのスペシャルに前パーソナリティの小野が事前に出演依頼を受けていたそうで、スケジュールも空けていたそうだが、実際には呼ばれることがなかった。
- 2013年11月12日よりYouTubeにAKB48の「恋するフォーチュンクッキー」をOBS社員で踊る「恋するフォーチュンクッキー OBS大分放送スタッフVer.」がアップされた。途中MCの首藤・河野も参加しており、キレのあるダンスを披露している（松永アナは旬感!3chチームで参加）[9]。
- 2013年12月15日に放送された爆笑問題の日曜サンデー[10]で、HAMARooooN!!ステーションが紹介された。今年放送されたラジオの珍プレー好プレーのコーナーで、大野川合戦祭りの中継を取り上げた。その際中継先の松永アナが音声が聞き取り難く、段々機嫌が悪くなる状態が紹介されたが、上位には入らなかった。この放送を聞いてアシスタントの江藤愛アナが大分県出身ということもあり、「あ、地元だ!」と喜んだが、出演者3名のことは全く知らなかった。
- 2014年3月22日の放送内で、松永アナが翌週の放送をもって卒業することが本人より告げられた。また番組終了間際で、河野から松永アナに対し卒業SPにて「リベンジマラソン」として2月1日に行った8kmマラソンのリベンジとして、番組放送内に8.8km走ることを発表した。その発表を聞いて松永アナはかなり落胆した。
- 2014年3月29日の放送で卒業する松永アナに代わり、3代目レポーターに松永アナと同期の小村美記アナが就任した。前回と同じくラジオ番組表に数日前より掲載されていた。
- 2014年4月3日より番組HPの番組紹介がリニューアルされ、新しいメンバーが掲載された。MC2人の紹介文も同時に変更された。
- 2014年4月5日の放送より、ハマルーン第4章として上記のとおり小村美記が中継担当として新たに加わり、番組OPのジングルも小村Ver.に変わった。また、放送中に小村アナの愛称もリスナーに募集したところ、多数の愛称候補が出たものの、ゲストとして来ていた神田獣医師が言った「おむちゃん」となった。
- 小村アナが中継担当だった2014年4月から12月まで、中継先へ移るきっかけが自身が事前録音した「けんちゃ～ん!フレンチさ～ん!」の呼びかけになっていた。
- 小村アナが加わった2014年4月より、番組ブログを放送当日に更新するようになった。
- リスナーや出演者に好評の「曲名しりとりリクエスト大会」は、リスナーから来たリクエストより曲をセレクトする河野やCD室にCDを取りに行くため走り回る番組スタッフはかなり疲れる企画とのこと。また、リスナーも次のお題が発表された後に曲がかかるため、必死に曲を考えたりする（特にMC陣に取り上げられるような曲）ため、じっくり曲を聴けない企画でもある。
- 2014年6月末より番組HPのロゴやレイアウト、内容が変わり、アーカイブの再生が早く立ち上がるようになった。また、再びUstreamサイト上でも185回以降の過去のアーカイブを見ることが出来るようになっている。ただし、2015年8月8日放送の247回と2015年10月14日放送の257回はさよなら放送の内容の影響で欠番となっていた。しかし、2016年3月より過去のアーカイブは2016年1月2日以降からしか見られなくなっている。
- 2014年11月22日の放送は、パークプレイス大分1階センターステージより3度目の公開生放送を行うことが、11月8日放送の「かぼすタイム」内にて発表された。また番組内で首藤健二郎率いる「ワンツーリボン」のライブを行うこともパークプレイス大分のHP上で発表されている[リンク切れ]。
- 2015年1月1日の「HamaRooooN!!ステーション MATAGoooooN!! スペシャル」第2部「第5回曲名しりとりリクエスト大会」をもって、小村アナが卒業することとなった。理由は1月10日午前11時より自身初の冠番組「小村美記のひるどき!WAKU☆DOKI!」開始のためである。ちなみに、前回まではラジオ番組表に新しいメンバーが発表前に掲載されていたが、未だ掲載されていない。
- 2015年1月3日の放送より5月末まで、小村アナが卒業後番組ブログの更新はされていなかったが、小村アナが「小村美記のひるどき!WAKU☆DOKI!」の番宣で5ヶ月振りに番組へ登場後、番組ブログが久し振りに更新された[11]。
- 2015年7月15日の大分放送オフィシャルホームページのリニューアルに伴い、それまで放送日に表示されていたHAMARooooN!!ステーションのリンクが無くなった代わりに、HPの下部に現在放送中のリストより番組HPへ行くことが出来るようになった。
- 2015年8月8日の放送で、約7ヶ月振りに中継が復活する。担当は前中継担当の小村アナで、開催中の「祭り・DA・OBS」の会場からの中継である。このことは「小村美記のひるどき!WAKU☆DOKI!」ブログ内に書かれているが、HAMARooooN!!ステーションのスペルが間違っていた[12]。
- 2015年8月29日の放送で通算250回を迎えるにあたり、特別ゲストとして県出身で芥川賞を受賞した小野正嗣を迎え、「再訪のとき」を朗読しながら解説をする構成となっている。メンバーも首藤・河野に加え、小野亜希子・区切りの回としては初登場である神田獣医師も登場予定である。
- 2015年秋より、ホームページのトップ画像が小野亜希子のドレス姿にフレンチ河野の顔を合わせたコラージュ写真だったものが、マイクを持った河野の写真に差し替えられた。また、USTREAM用のWEBカメラを新調したため、画像がより鮮明になった。
- 2015年11月末より、OBSラジオスペシャルウイークにHAMARooooN!!ステーションが参加していた影響で、久し振りに番組のCMが流された。内容は番組のトークを切り取ったもので、番組名を読んでいるのは前レギュラーの小村アナが行っている。
- 2015年12月19日の放送は、番組開始以来出演し続けていた首藤が腎臓がんの手術のため番組を欠席した。ピンチヒッターとして準レギュラーの小村アナと神田獣医師が登場した。
- 2016年5月14日の放送は、首藤が四国へイベントの司会に参加したため、2度目の番組の欠席をした。ピンチヒッターとして、初代MCの小野亜希子が約1年振りに登場した。小野は首藤より直接オファーされたと言い、次週も「日田川開き観光祭」の中継に参加する首藤の代わりに2週続けてスタジオに登場することとなった。
- 2016年5月21日の放送は、上記のとおり「日田川開き観光祭」の花火大会の中継が行われた。今回の放送はラジオ番組でありながら初のハイビジョンカメラを使い、中継車を使いテレビ中継回線（SNG）を使用した、今までと違う綺麗な映像がUSTREAM上に流れた。小野曰く、通常よりスタッフの数が多く番組開始前のデリバリーがカツカレーで統一されていたことが明かされた。
- 2016年6月25日の放送は、ワイドFM開局記念として大使の平川アナを迎え、「第9回曲名しりとりリクエスト大会」が開催された。スターターは平川アナが務めた。
- 2016年4月頃より新たなアシスタントとして、トオコちゃんがさよなら放送より登場している。5月よりスポーツニュースの原稿を読むようになり、漢字や専門用語をスラスラと読むことが出来るか試している企画であるが、読めない漢字が多々ありなかなかスムーズに読むことが出来ないため、MCやリスナーをやきもきさせている。
- 2016年8月20日の放送は、放送300回記念として以前好評企画であった「日田川開き観光祭」の花火大会の中継がに続き、豊後大野市三重町で行われた「納涼花火大会」の会場より中継が行われた。今回の放送も前回と同じくラジオ番組でありながら綺麗な映像がUSTREAM上に流れた。今回の放送では現地へ4人で挑み、カメラは1人でこなしていたと首藤が明かした。この模様や放送前後の状況は、久し振りにスタッフが書き込んだ番組のブログにて紹介されている[13]。
- 2016年9月3日の放送終了時、河野より次週重大発表があることをが告げられた。
- 2016年9月10日の放送終了時、上記にある重大発表として「第10回曲名しりとりリクエスト大会」が記念大会として開催されることが首藤より告げられた。その前に首藤は「阪神がヤクルトに3連打を喰らった」や、「昨日寝違えた」とボケをかました。
- 2016年9月17日の放送終了時、河野より重大発表があることをが告げられ、首藤より次週9月24日の放送をもって6年間続いた番組を終了することが発表された。（OBSラジオ番組表には「終」のマークは付けられていなかったが、一時的に誤って「終」マークがついてしまい、富田Dが慌てて消させたエピソードがある）また、番組ブログでは9月23日付で小村アナよりメッセージが掲載されていた[14]。
- 2016年9月24日の放送をもって、6年間・305回続いた番組が終了した。番組にはゲストとして神田獣医師（イジリー神田）やトピッカーの中垣るる（るる・ブライトマン）がかぼすカフェより登場しスタジオ入りを果たした。また、歴代中継担当だった久長美奈子・松永友美・小村美記よりメッセージが番組に届き、披露された。番組中、神田や首藤は番組終了を富田Dより伝えられなかったことを明かし、神田は「みんなのラジオ。」内で賎川アナがサラッと言ったことで、首藤は別の人物から告げられてショックだったことを明かした。また、本放送終了前に中垣が赤いドレスを着て生歌で「time to say good-bye」を披露した。番組最後の言葉は、本放送が首藤の「本日の打ち止め～！」、さよなら放送では首藤・河野の「じゃあ、また！」の言葉で番組を終了した。
- 2016年11月現在、番組HPとUSTREAMの過去の放送分が削除され見ることが出来なくなったが、一番再生回数が多く反響が大きかった2016年5月21日放送の「日田川開き観光祭　花火大会中継」のみAbemaTV内の「FRESH!」のOBS大分放送公式チャンネル内にて見ることが出来る[15]。
- 2017年1月1日11:30より、「HAMARooooN!!ステーション　2017　新春生放送！」として約3ヶ月振りに3時間25分番組として番組が復活する。因みに、昼に放送されるのはこれが初めてである。このことは首藤のfacebookやラジオCM、ラジオ番組表等で発表されている。
- 2017年10月21日18:30より、「HAMARooooN!!ステーション　65時間ラジオスペシャル」として約10ヶ月半振りに3時間30分番組として番組が復活する。今回もFRESH!内のOBS公式チャンネルにてスタジオ内を見ることができるようになっている。このことはラジオ番組表や「開局65周年スペシャル企画　OBS65時間ラジオ」のHP[16]、番組公式twitterにて発表されている。また、twitterでは番組初登場である冨松明菜アナや、準レギュラー（神田獣医師）がゲストとして登場することも発表されている。[17]本放送は3時間30分であったが、放送後FRESH!内にてレギュラー放送で好評だった「さよなら放送」も含め、トータル約4時間30分の長丁場であった。さよなら放送では好評であったアシスタントのトオコちゃんによるスポーツニュースの原稿を生で読むコーナーも復活した。
- 2017年12月9日19:00より、「HAMARooooN!!ステーション　クリスマスマーケットin OITA 2017」として約2ヶ月振りに復活する。今回はＪＲ大分駅府内中央口広場で開催される「クリスマスマーケットin OITA」の会場からの公開生放送となる。公開放送は4度目、OBSイチスタを飛び出しての放送は2度目となる。レギュラーの首藤と初代パーソナリティの小野亜希子に加え、ゲストとして野良レンジャー、fumika、月亭太遊も参加予定である。この放送に合わせFRESH!の番組サイトでは、約5年振りに初期の頃HPに掲載されていた首藤と小野がドレスアップした姿の写真と、「けんちゃん☆あっこの」のタイトルが復活している[18]。
- 2017年12月31日23:00より、「HAMARooooN!!ステーション　 MATAGooooN!!スペシャル」として、年跨ぎは2年振りに、6時間番組として復活した。レギュラーの首藤・河野に加え、冨松アナと準レギュラーのイジリー神田こと神田獣医師がスタジオに入った。本放送は2部構成で、第1部は1日午前1:00までトピッカーの2人が春日神社より中継を行いカウントダウンを含めての年末年始の状況を、第2部では1年3ヶ月振りに好評企画である「第11回しりとりリクエスト大会」が開催された。しりとりリクエスト大会は初の4時間の放送で、今回のスターターは冨松アナが務め、かかった曲は過去一番多い12曲であった。また番組の途中でリスナーからレギュラー復活のメッセージが随時届いていたが、番組終了間際ラジオ局次長より首藤にメッセージが届き、「首藤が問題なければ番組を復活する」と宣言された。これには首藤・河野も知らされていなかったので驚いていた。番組終了後のさよなら放送では、4月に番組が復活することを匂わす発言を最後にし、番組は終了した。
- 2018年4月7日より、1年半振りにレギュラー放送の復活がラジオ番組表で発表された。
- 2018年4月14日の放送で、河野が熊本で行われたバスケットボール試合の中継スタッフに参加することが決定していたため、番組を初めて欠席した。ピンチヒッターとして初代パーソナリティの小野亜希子が登場した。FRESH!の放送では青いマスク姿で登場し、番組冒頭でも首藤がピンチヒッターが誰なのかぼかしながら話をしていたが、OPジングルが番組初期のけんちゃん・あっこのハマルーンステーションVer.を使用したため、完全にネタバレしていた。途中河野も電話やFRESH!の投稿にて番組に参加した。
- 2018年9月29日放送内にて、10月以降も番組が続くことが発表された。更に10月13日より放送時間が30分間延長され、19:00～21:29の2時間29分番組になることも同時に発表された。ただし、本放送終了後FRESH!内にて30分間行われていた「さよなら放送」については番組延長に伴い廃止されることも発表された。
- 2019年9月28日放送内にて、10月以降も番組が続くことが発表された。しかし、10月5日放送より放送時間が30分短くなり、19:00～20:59の1時間59分番組になることも同時に発表された。また、本放送終了後LINE LIVE内にて30分間行われていた「さよなら放送」についても再び廃止されることになったが、代わりに放送開始前のおまけ放送が復活することも発表された。
- 2019年10月5日放送より、再び2時間放送となった。この日より20時過ぎから登場していたあべがLINE LIVEで放送される開始前のおまけ放送より登場している。また、この日の放送で河野よりディレクターが変わったことも発表された。
- 2020年1月4日の年明け初レギュラー放送は、後の特番放送のため通常より15分短縮されたものになる。
- 2020年2月22日の放送は、J1リーグ開幕に伴う大分トリニータ戦放送の影響により、通常より30分短縮され、20時29分までの放送となる（終了後放送の番組は放送時間を移動された「クミコの昭和歌謡元禄」である）。
- 2020年2月29日の放送で、再び番組が3月21日の放送をもって終了することが発表された。
- 2020年3月14日の放送内で、過去番組に出演経験がある元OBSアナウンサー、冨松明菜の近況が河野より伝えられた。現在女子アナ47に登録されており、今後地元鹿児島と元勤務地である大分を拠点に活躍していくとのこと。また、冨松は番組を聞いており、2度程メッセージを送っていた。
- 2020年3月21日の放送で2回目の番組最後の放送となったが、放送自体は通常通りながら、サブ室には初代火元責任者(プロデューサー)が、スタジオゲストに神田獣医師が登場した。また、過去番組レギュラーだったり、番組に所縁のあった小野、久長、舘原、小村、野村等からメッセージが届いていた。更にスタジオ内にはリスナーより出演者へ送られた花束やハンカチ等の贈り物が届けられていた。最後の挨拶は3人合わせて「また逢う日まで～」で終了した。